# Аверзивна драж
Аверзивна драж је непријатна, одбојна или болна драж која изазива непријатне емоције као што су гнушање, одвратност, осећање нелагодности и бола, те доводи до промене понашања. Аверзивна драж се користи у терапији за уклањање непожељних реакција. У бихевиоралним модификацијама, то је драж коју субјекат идентификује као болну или непријатну и покушава да је избегне кад год је то могуће.